# اچ‌ام‌ای‌اس کانبرا (ال‌اچ‌دی ۰۲)
اچ‌ام‌ای‌اس کانبرا (ال‌اچ‌دی ۰۲) (به انگلیسی: HMAS Canberra (LHD 02)) یک کشتی است که طول آن ۲۳۰٫۸۲ متر (۷۵۷٫۳ فوت) می‌باشد. این کشتی در سال ۲۰۱۱ ساخته شد.